# Carabisianos
Los carabisianos (en griego: Καραβισιάνοι, romanizado: karabisianoi), fueron las fuerzas principales de la armada bizantina de mediados de siglo vii a comienzos de siglo viii. El nombre deriva del griego karabos o karabis (griego: κάραβος, καραβίς) que significa «barco» (literalmente. carabela), y significando «personas de los barcos, marineros». Los carabisianos fueron el primer contingente naval permanente del Imperio bizantino, formado para afrontar la expansión musulmana en el Mediterráneo. Fueron finalmente licenciados y reemplazados por una serie de temas marítimos en un momento indeterminado del periodo 718–730.

## Historia y función
Los carabisianos fueron establecidos en algún momento en la segunda mitad del siglo vii en respuesta a las conquistas musulmanas. Varios historiadores han sugerido que eran una evolución de la antigua quaestura exercitus o del ejército romano tardío de Illyricum, pero estas sugerencias son hipotéticas. La fecha del establecimiento de la flota es discutida: algunos académicos proponen que fuera establecido en las décadas de 650 o 660 por el emperador Constante II, tras la importante derrota naval de la batalla de los Mástiles en 655, mientras otros creen que fueron creados tras el sitio de Constantinopla (674-678) donde el avance árabe por mar no tuvo oposición. La primera referencia segura a los karabisianoi es durante el asedio eslavo de Tesalónica en c. 680, seguido de una carta del emperador Justiniano II al papa Conón en 687.
Los carabisianos se consideran la primera fuerza naval permanentemente del Imperio bizantino. Antes, cuando el Mediterráneo era un «lago romano», sólo eran necesarias unas pocas embarcaciones en los principales puertos y a lo largo de las fronteras fluviales del Imperio para patrullas y tareas de transporte. Las flotas bizantinas se reunían solo en bases ad hoc para expediciones concretas. Los karabisianoi se estructuraban en gran medida de la misma manera que los ejército de tierra: eran un cuerpo militar distinto nombrados según sus soldados y al mando de un stratēgos (stratēgos tōn karabōn/tōn plōimatōn). A pesar de que a menudo se les llama "Tema carabisiano", el término es erróneo al ser un grupo puramente militar sin una división territorial concreta como los temas. La sede del estratego es debatida, proponiéndose Rodas, Cos y Samos. Los karabisianoi también han sido considerados como una flota esencialmente provincial, encargada de defender la costa del sur de Asia Menor de Mileto a Seleucia en Cilicia, junto con las islas del Egeo y las posesiones imperiales en el sur de Grecia, además de servir como flota imperial central en Constantinopla, o como un mando central de la totalidad de la armada bizantina tanto en sus tareas defensivas como ofensivas desde el mar Negro al Exarcado de África.
Los carabisianos fueron reforzados por el emperador Justiniano II al reasentar a lo largo de las costas del sur de Asia Menor a varios miles de mardaítas para que sirvieran como remeros e infantería de marina. Justiniano también creó un tema separado con una flota para el sur de Grecia llamado «Hellas». Los carabisianos jugaron un papel importante en la fallida expedición para recuperar Cartago en 697–698 y en la revuelta que instaló en el trono al almirante Apsimar (Tiberio III) en el trono. La última mención al stratēgos de los carabisianos es de 710/711, y no es hasta que 732 que su sucesor, el estratego del tema Cibirreota, aparece mencionado. Esto ha llevado a dos teorías diferentes sobre la fecha y razón de su eliminación. Una defiende que fue una consecuencia del segundo asedio árabe de Constantinopla (717–718), y de su pobre rendimiento, seguido de su apoyo a la rebelión contra el emperador León III el Isaurio, La segunda dice que la unidad sobrevivió hasta c. 727, cuando participaron en otra infructuosa revuelta en las Cícladas contra el emperador León III.
Los carabisianos fueron reemplazado principalmente por el nuevo tema Cibirreota, el primer tema naval (thema nautikon). Este abarcaba un distrito previamente bajo un droungarios que cubría la costa sur de Asia Menor. En otras provincias costeras, varias flotas más pequeñas y escuadrones dirigidas por el drungario y otros oficiales eran responsables de la defensa local.